# Гватемала на летних Олимпийских играх 2016
Гватемала на летних Олимпийских играх 2016 года была представлена 21 спортсменом в 10 видах спорта. Знаменосцем сборной Гватемалы на церемонии открытия Игр стала чемпионка Панамериканских игр 2011 года гимнастка Ана София Гомес, а на церемонии закрытия — яхтсмен Хуан Игнасио Маэльи, который в Рио занял высокое 8-е место в классе «Лазер». По итогам соревнований на счету гватемальских спортсменов не оказалось ни одной награды. Единственный олимпийский призёр в истории страны ходок Эрик Баррондо на дистанции 20 километров пришёл к финишу только 50-м.

## Состав сборной
Бадминтон
1. Кевин Кордон

Велоспорт
 Шоссейный велоспорт
1. Мануэль Родас

 Дзюдо
1. Хосе Рамос

 Лёгкая атлетика
1. Эрик Баррондо
2. Марио Альфонсо Бран
3. Хосе Гарсиа
4. Хайме Киюч
5. Хосе Мария Раймундо
6. Хуан Карлос Трухильо
7. Мирна Ортис
8. Марица Понсио
9. Майра Эррера

 Парусный спорт
1. Хуан Игнасио Маэльи

 Плавание
1. Луис Мартинес
2. Валери Груэст

 Современное пятиборье
1. Чарльз Фернандес
2. Исабель Бранд

 Спортивная гимнастика
1. Ана София Гомес

 Стрельба
1. Хеберт Броль
2. Энрике Броль

 Тяжёлая атлетика
1. Эдгар Пинеда Сета

## Результаты соревнований

### Бадминтон
Одиночный разряд
| Соревнование | Спортсмены   | Групповой этап | Групповой этап | Групповой этап | 1/8 финала | 1/4 финала | 1/2 финала | Финал | Итоговое место |
| Соревнование | Спортсмены   | 1 матч         | 2 матч         | Место          | 1/8 финала | 1/4 финала | 1/2 финала | Финал | Итоговое место |
| ------------ | ------------ | -------------- | -------------- | -------------- | ---------- | ---------- | ---------- | ----- | -------------- |
| мужчины      | Кевин Кордон | Группа         | Группа         | Группа         |            |            |            |       |                |
| мужчины      | Кевин Кордон |                |                |                |            |            |            |       |                |

### Велоспорт

#### Шоссейный велоспорт
Мужчины
| Соревнование    | Спортсмены    | Время | Место | Отставание |
| --------------- | ------------- | ----- | ----- | ---------- |
| групповая гонка | Мануэль Родас | DNF   | DNF   | DNF        |

### Водные виды спорта

#### Плавание
В следующий раунд на каждой дистанции проходят спортсмены, показавшие лучший результат, независимо от места, занятого в своём заплыве.
Мужчины
| Дистанция              | Спортсмены    | Предварительный раунд | Предварительный раунд | Полуфинал            | Полуфинал            | Финал                | Финал                |
| Дистанция              | Спортсмены    | Результат             | Место                 | Результат            | Место                | Результат            | Место                |
| ---------------------- | ------------- | --------------------- | --------------------- | -------------------- | -------------------- | -------------------- | -------------------- |
| 100 метров баттерфляем | Луис Мартинес | 52,22                 | 19                    | Завершил выступление | Завершил выступление | Завершил выступление | Завершил выступление |

Женщины
| Дистанция                 | Спортсмены    | Предварительный раунд | Предварительный раунд | Полуфинал     | Полуфинал     | Финал                 | Финал                 |
| Дистанция                 | Спортсмены    | Результат             | Место                 | Результат     | Место         | Результат             | Место                 |
| ------------------------- | ------------- | --------------------- | --------------------- | ------------- | ------------- | --------------------- | --------------------- |
| 400 метров вольным стилем | Валери Груэст | 4:19,58               | 29                    | Не проводится | Не проводится | Завершила выступление | Завершила выступление |
| 800 метров вольным стилем | Валери Груэст | 8:39,80               | 22                    | Не проводится | Не проводится | Завершила выступление | Завершила выступление |

### Гимнастика

#### Спортивная гимнастика
В квалификационном раунде проходил отбор, как в финал командного многоборья, так и в финалы личных дисциплин. В финал индивидуального многоборья отбиралось 24 спортсмена с наивысшими результатами, а в финалы отдельных упражнений по 8 спортсменов, причём в финале личных дисциплин страна не могла быть представлена более, чем 2 спортсменами. В командном многоборье в квалификации на каждом снаряде выступали по 4 спортсмена, а в зачёт шли три лучших результата. В финале командных соревнований на каждом снаряде выступало по три спортсмена и все три результата шли в зачёт.
Женщины
Многоборья
| Соревнование      | Спортсмены      | Квалификация   | Квалификация        | Квалификация | Квалификация       | Квалификация | Квалификация | Финал                 | Финал                 | Финал                 | Финал                 | Финал                 | Финал                 |
| Соревнование      | Спортсмены      | Опорный прыжок | Разновысокие брусья | Бревно       | Вольные упражнения | Всего        | Место        | Опорный прыжок        | Разновысокие брусья   | Бревно                | Вольные упражнения    | Всего                 | Место                 |
| ----------------- | --------------- | -------------- | ------------------- | ------------ | ------------------ | ------------ | ------------ | --------------------- | --------------------- | --------------------- | --------------------- | --------------------- | --------------------- |
| личное многоборье | Ана София Гомес | 14,766         | 13,766              | 13,400       | 12,900             | 54,832       | 32           | Завершила выступление | Завершила выступление | Завершила выступление | Завершила выступление | Завершила выступление | Завершила выступление |

Индивидуальные упражнения
| Соревнование        | Спортсмены      | Квалификация | Квалификация | Финал                 | Финал                 |
| Соревнование        | Спортсмены      | Очки         | Место        | Очки                  | Место                 |
| ------------------- | --------------- | ------------ | ------------ | --------------------- | --------------------- |
| разновысокие брусья | Ана София Гомес | 13,766       | 51           | Завершила выступление | Завершила выступление |
| бревно              | Ана София Гомес | 13,400       | 47           | Завершила выступление | Завершила выступление |
| вольные упражнения  | Ана София Гомес | 12,900       | 62           | Завершила выступление | Завершила выступление |

### Дзюдо
Соревнования по дзюдо проводились по системе с выбыванием. В утешительные раунды попадали спортсмены, проигравшие полуфиналистам турнира. Два спортсмена, одержавших победу в утешительном раунде, в поединке за бронзу сражались с дзюдоистами, проигравшими в полуфинале.
Мужчины
| Категория | Спортсмены | 1/32 финала                   | 1/16 финала          | 1/8 финала           | Четвертьфинал        | Полуфинал            | Финал                | Место |
| Категория | Спортсмены | Соперник Результат            | Соперник Результат   | Соперник Результат   | Соперник Результат   | Соперник Результат   | Соперник Результат   | Место |
| --------- | ---------- | ----------------------------- | -------------------- | -------------------- | -------------------- | -------------------- | -------------------- | ----- |
| до 60 кг  | Хосе Рамос | MGLЦ.-О. Цогтбаатар П 000:100 | Завершил выступление | Завершил выступление | Завершил выступление | Завершил выступление | Завершил выступление | 33    |

### Лёгкая атлетика
Мужчины
Шоссейные дисциплины
| Дисциплина              | Спортсмен            | Время | Место | Отставание |
| ----------------------- | -------------------- | ----- | ----- | ---------- |
| марафон                 | Хосе Гарсиа          |       |       |            |
| марафон                 | Хуан Карлос Трухильо |       |       |            |
| ходьба на 20 километров | Эрик Баррондо        |       |       |            |
| ходьба на 20 километров | Хосе Мария Раймундо  |       |       |            |
| ходьба на 50 километров | Марио Альфонсо Бран  |       |       |            |
| ходьба на 50 километров | Хайме Киюч           |       |       |            |

Женщины
Шоссейные дисциплины
| Дисциплина              | Спортсмен     | Время | Место | Отставание |
| ----------------------- | ------------- | ----- | ----- | ---------- |
| ходьба на 20 километров | Мирна Ортис   |       |       |            |
| ходьба на 20 километров | Марица Понсио |       |       |            |
| ходьба на 20 километров | Майра Эррера  |       |       |            |

### Парусный спорт
Соревнования по парусному спорту в каждом из классов состояли из 10 гонок, за исключением класса 49-й, где проводилось 12 заездов. В каждой гонке спортсмены начинали заплыв с общего старта. Победителем каждой из гонок становился экипаж, первым пересекший финишную черту. Количество очков, идущих в общий зачёт, соответствовало занятому командой месту. 10 лучших экипажей по результатам 10 заплывов попадали в медальную гонку, результаты которой также шли в общий зачёт. В медальной гонке, очки, полученные экипажем удваивались. В случае если участник соревнований не смог завершить гонку ему начислялось количество очков, равное количеству участников плюс один. При итоговом подсчёте очков не учитывался худший результат, показанный экипажем в одной из гонок. Сборная, набравшая наименьшее количество очков, становится олимпийским чемпионом.
Мужчины
| Класс | Спортсмены          | Гонка | Гонка | Гонка | Гонка | Гонка | Гонка | Гонка | Гонка | Гонка | Гонка | Гонка         | Гонка         | Гонка | Очки | Место |
| Класс | Спортсмены          | 1     | 2     | 3     | 4     | 5     | 6     | 7     | 8     | 9     | 10    | 11            | 12            | M     | Очки | Место |
| ----- | ------------------- | ----- | ----- | ----- | ----- | ----- | ----- | ----- | ----- | ----- | ----- | ------------- | ------------- | ----- | ---- | ----- |
| Лазер | Хуан Игнасио Маэльи | 18    | 14    | 3     | 7     | 16    | 25    | 18    | 17    | 3     | 7     | Не проводится | Не проводится | 14    | 117  | 8     |

### Современное пятиборье
Современное пятиборье включает в себя: стрельбу, плавание, фехтование, верховую езду и бег. Как и на предыдущих Играх бег и стрельба были объединены в один вид — комбайн. В комбайне спортсмены стартовали с гандикапом, набранным за предыдущие три дисциплины (4 очка = 1 секунда). Олимпийским чемпионом становится спортсмен, который пересекает финишную линию первым.
Мужчины
| Соревнование      | Спортсмены       | Фехтование | Фехтование | Фехтование | Плавание | Плавание | Плавание | Верховая езда | Верховая езда | Верховая езда | Комбайн | Комбайн | Комбайн | Всего     | Всего |
| Соревнование      | Спортсмены       | Побед      | Очки       | Место      | Время    | Очки     | Место    | Штраф         | Очки          | Место         | Время   | Очки    | Место   | Результат | Место |
| ----------------- | ---------------- | ---------- | ---------- | ---------- | -------- | -------- | -------- | ------------- | ------------- | ------------- | ------- | ------- | ------- | --------- | ----- |
| личное первенство | Чарльз Фернандес |            |            |            |          |          |          |               |               |               |         |         |         |           |       |

Женщины
| Соревнование      | Спортсмены    | Фехтование | Фехтование | Фехтование | Плавание | Плавание | Плавание | Верховая езда | Верховая езда | Верховая езда | Комбайн | Комбайн | Комбайн | Всего     | Всего |
| Соревнование      | Спортсмены    | Побед      | Очки       | Место      | Время    | Очки     | Место    | Штраф         | Очки          | Место         | Время   | Очки    | Место   | Результат | Место |
| ----------------- | ------------- | ---------- | ---------- | ---------- | -------- | -------- | -------- | ------------- | ------------- | ------------- | ------- | ------- | ------- | --------- | ----- |
| личное первенство | Исабель Бранд |            |            |            |          |          |          |               |               |               |         |         |         |           |       |

### Стрельба
В январе 2013 года Международная федерация спортивной стрельбы приняла новые правила проведения соревнований на 2013—2016 года, которые, в частности, изменили порядок проведения финалов. Во многих дисциплинах спортсмены, прошедшие в финал, теперь начинают решающий раунд без очков, набранных в квалификации, а финал проходит по системе с выбыванием. Также в финалах после каждого раунда стрельбы из дальнейшей борьбы выбывает спортсмен с наименьшим количеством баллов. В скоростном пистолете решающие поединки проходят по системе попал-промах. В стендовой стрельбе добавился полуфинальный раунд, где определяются по два участника финального матча и поединка за третье место.
Мужчины
| Соревнование | Спортсмены   | Квалификация | Квалификация | Полуфинал            | Полуфинал            | Финал                | Финал                |
| Соревнование | Спортсмены   | Результат    | Место        | Результат            | Место                | Соперник/ Результат  | Место                |
| ------------ | ------------ | ------------ | ------------ | -------------------- | -------------------- | -------------------- | -------------------- |
| дубль-трап   | Энрике Броль | 133          | 10           | завершил выступление | завершил выступление | завершил выступление | завершил выступление |
| дубль-трап   | Хеберт Броль | 116          | 20           | завершил выступление | завершил выступление | завершил выступление | завершил выступление |

### Тяжёлая атлетика
Каждый НОК самостоятельно выбирает категорию в которой выступит её тяжелоатлет. В рамках соревнований проводятся два упражнения — рывок и толчок. В каждом из упражнений спортсмену даётся 3 попытки. Победитель определяется по сумме двух упражнений. При равенстве результатов победа присуждается спортсмену, с меньшим собственным весом.
Мужчины
| Категория | Спортсмены        | Вес   | Рывок | Рывок | Рывок | Толчок | Толчок | Толчок | Всего | Место |
| Категория | Спортсмены        | Вес   | 1     | 2     | 3     | 1      | 2      | 3      | Всего | Место |
| --------- | ----------------- | ----- | ----- | ----- | ----- | ------ | ------ | ------ | ----- | ----- |
| до 56 кг  | Эдгар Пинеда Сета | 56,00 | 103   | 108   | 111   | 140    | 140    | 143    | 251   | 10    |